# Прва машићка буна
Прва машићка буна је била српска побуна против турске власти у Босанском пашалуку, која се десила 1806. године у селу Машићи у околини Градишке Поједини историчари повезују је с почетком дјеловања Јована Јанчића-Сарајлије, па се због тога у неким извори поистовјећује са Јанчићевом буном, која је избила 1809. године.
Прва машићка буна представља први устанак српског становништва против Османског царства, на простору Босанске Крајине. Иако је буна веома брзо угушена, а њене вође или побијене или протјеране, овај догађај уједно означава почетак све чешћих буна, које ће на крају прерасти у Босанско-херцеговачки устанак.

## Историјска подлога
Након подизања Првог српског устанка у Смедеревском санџаку, вођа устанка Ђорђе Петровић Карађорђе је преко својих људи у Славонији намјеравао да подигне буну у Босанској Крајини, да би преко ње ступио у контакт са француским генералом Мармоном, који је у то вријеме заузео Војну крајину. Карађорђеви људи нису успјели да спроведу овај план у дјело, а поред тога народ Босанске Крајине је био веома сиромашан и живио је у великој материјалној оскудици, без било каквих оружаних средстава којима би могао да ратује и пружи било какав отпор Турцима. Упркос таквом стању, током 1806. године ипак је подигнута буна у селу Машићи, које је уједно било и једино село под Козаром које се дигло на устанак против Турака, с обзиром да је било у бољем материјалном положају од околних села као и то да је било највеће село у окружењу, али и због чињенице да је планина Козара пружала погодно уточиште у случају неуспјеха. Село се такође налазило у близини ријеке Саве и границе са Аустријом, што је устаницима пружало могућност преласка у Аустрију у случају неуспјеха устанка.

## Подизање буне
Упркос сиромашном стању становништва под Козаром, током 1806. године у селу Машићи, највећем селу у овој регији, избија прва буна српског народ, на просторима Босне и Херцеговине против Османског царства. Иако се на устанак дигло само једно село, убрзо се проширила вијест широм Босанске Крајине о устаницима. Након пораза турске војске, на Мишару, августа 1806, босански беговат је био спреман да изврши одмазду над Србима у Босанској Крајини. Аге и бегови из Босанске Крајине су бројно преполовљени, од 1.000, колико их је је отишло на Мишар, преко Дрине се вратило тек 500. Бројчано надјачани и са мало оружја, Машићани су убрзо били поражени. Један дио је изгинуо у борбама, један побјегао у планину Козару, док су најгоре прошли они који су живи похватани. Они су били погубљени набијањем на колац. У непосредној близини Бања Луке 17 заробљених Срба набијено је на кочеве и под стражом остављено да умре у мукама. Међу ухваћенима су били свештеник и сеоски кнез са 16 машићких тежака. Они који су преживјели и сакрили се на Козари, након кратког времена прешли су Саву и у близини Нове Градишке основали нову насеобину којој су дали име Машићи.

## Размимоилажења
Постоје различити извори који говоре о Првој машићкој буни и који се размимоилазе у чињеницама у вези ове буне. Један дио историчара заступа тезу да се Прва машићка буна одиграла 1806. године и да представља увод у будуће устанке и потоњу Јанчићеву буну, док друга група историчара заступа тезу да су Прва машићка буна и Јанчићева буна заправо исти догађај. Историчар Ђорђе Микић наводи како је тешко са сигурношћу утврдити да ли се ова буна коју наводи Стојан Бијелић заиста десила 1806. или неке друге године, и да ли је она заиста везана за почетак организовања устанка којему је вођа био Јован Јанчић. Милорад Екмечић наводи да је 1806. године избио већи број мањих буна у Босанској крајини које је Јован Јанчић спремајући устанак настојао да усмјери у једну матицу. Такође, Екмечић наводи да је Јанчићева буна спремана двије, а према неким изворима, и три године. Сходно томе, Машићка буна коју наводи Стојан Бијелић могла би се уклопити у почетак дјеловања Јована Јанчића.